# Günther Falckenberg
Günther Falckenberg (* 4. Juli 1879 in Lagardesmühlen, heute Kostrzyn-Kłośnica; † 19. Juli 1963 in Rostock) war ein deutscher Physiker. Er leitete ab 1946 den Landeswetterdienst Mecklenburg-Vorpommerns.

## Leben
Günther Falckenberg war der Sohn des Fabrik- und Gutsbesitzers Albert Falckenberg und dessen Ehefrau Marie, geborene Vockeroth. Er legte 1901 in Perleberg das Abitur ab und studierte bis 1902 Maschinenbau an der Technischen Hochschule Berlin-Charlottenburg. In dieser Zeit arbeitete er nebenbei in der Maschinenfabrik Borsig. 1902 schrieb er sich in den Fächern Mathematik, Chemie und Physik an der Universität Zürich ein. Bevor er 1906 sein Studium beendete, studierte er wieder in Berlin im Fach Physik, unter anderem bei Max Planck. Seine Dissertation legte er an der TU in Berlin vor. Sie hatte die Bildung und Zersetzung von Ammoniak durch stille elektrische Entladung aus metallenen Spitzen zum Gegenstand. Sein wissenschaftlicher Grad war der eines Doktors der Philosophie.
Von 1906 bis 1910 war Falckenberg Vorlesungsassistent am Physikalischen Institut der Universität Greifswald. Anschließend war er kurzzeitig in der Industrie tätig, bevor er an das Physikalische Institut an der Universität Rostock wechselte. Hier war er bis 1912 als Volontärassistent tätig, anschließend Assistent. Von 1914 bis 1918 diente Günther Falckenberg als Kriegsfreiwilliger als Spezialist für drahtlose Telegraphie in der Marine. Nach dem Ende des Ersten Weltkriegs wurde er 1919 Privatdozent und 1920 Oberassistent an der Rostocker Universität. 1922 übertrug man ihm die Leitung der Universitätsluftwarte Friedrichshöhe, zudem hatte er einen Lehrauftrag für Geophysik. 1924 erhielt er eine Professur für Angewandte Physik. Mit Ende des Zweiten Weltkriegs und der Schließung der Luftwarte wurde Falckenberg Leiter der Landeswetterwarte und 1946 Leiter des Landeswetterdienstes Mecklenburg-Vorpommern. Bis 1951 war er Direktor des Meteorologischen Observatoriums Warnemünde, das später in Kühlungsborn seinen Sitz hatte. Danach leitete er bis zu seinem Ruhestand 1953 eine meteorologische Fachabteilung beim Meteorologischen Dienst der DDR.
2010 wurde eine Straße im Rostocker Ortsteil Südstadt nach ihm benannt.

## Publikationen (Auswahl)
- Über die Bildung und Zersetzung von Ammoniak durch stille elektrische Entladung aus metallenen Spitzen. Dissertation. Universität Berlin, 1906.
- Besteht die Möglichkeit der Verbesserung kurz- und langfristiger Wettervorhersagen? In: Wissenschaft und Landwirtschaft, 1925. S. 79–86.
- Neue Untersuchungen über die Bildung von Bodeninversionen. In: Meteorologische Zeitschrift. Band 44, 1927. S. 108–109.
- [gemeinsam mit E. Stoecker] Bodeninversion und atmosphärische Energieleitung durch Strahlung. In: Beiträge zur Physik der freien Atmosph. Band 8, 1927. S. 246–146.